# The Reluctant Traveler
The Reluctant Traveler, ou Eugene Levy, voyageur malgré lui au Québec, est une émission de télévision américaine en huit épisodes d'environ 35 minutes animée par l'acteur Eugene Levy et mise en ligne le 24 février 2023 sur Apple TV+,.

## Épisodes
1. Finlande
2. Costa Rica
3. Venise
4. Utah
5. Maldives
6. Afrique du Sud
7. Lisbonne
8. Tokyo